# Linum
- Commons
- Wikispecies

Linum L. é um género botânico pertencente à família Linaceae. Também conhecida como Flor de Linho.

## Sinonímia
- Adenolimon Rchb.
- Cathartolinum Rchb.
- Mesyniopsis W. A. Weber

## Espécies
| - Linum austriacum - Linum bienne - Linum catharticum - Linum cratericola - Linum flavum - Linum leoni | - Linum lewisii - Linum perenne - Linum pubescens - Linum suffruticosum - Linum tenuifolium - Linum usitatissimum |

- Lista completa

## Classificação do gênero
| Sistema | Classificação                       | Referência               |
| ------- | ----------------------------------- | ------------------------ |
| Linné   | Classe Pentandria, ordem Pentagynia | Species plantarum (1753) |